# Marian Dawkins
Marian Ellina Dawkins, anteriormente Stamp (13 de febrero de 1945, Hereford, Inglaterra). Bióloga inglesa, catedrática en comportamiento animal en la Universidad de Oxford. Ha publicado varios libros, uno de los cuales ha sido traducido al alemán, y un gran número de artículos científicos. Sus investigaciones se han centrado en la visión de las aves, teoría de señales, sincronía del comportamiento, conciencia animal y bienestar de los animales.

## Formación académica y profesional
Marian Dawkins

## Investigación
Dawkins ha publicado un extenso número de documentos sobre comportamiento y bienestar de los animales. Ha promovido, junto a otros colegas académicos, como Ian Duncan, el argumento de que el bienestar animal está relacionado con los sentimientos de los animales. Este enfoque defiende la idea de que los animales deberían considerarse como seres sensibles. Dawkins escribió, "Hablemos con franqueza: El bienestar animal conlleva sentimientos subjetivos por parte de los animales".
En 1989, Dawkins publicó un estudio en el que filmó el comportamiento habitual de un grupo de gallinas; observó y analizó cómo se movían, su estado postural o cómo estiraban las alas. En esas grabaciones, Dawkins calculó la superficie de suelo que las gallinas necesitaban para llevar a cabo todos esos movimientos habituales, y la comparó con la superficie de suelo del que suelen disponer cuando están en jaulas. Demostró que muchos de los movimientos rutinarios de las gallinas no se podían realizar adecuadamente o incluso no podían realizarse cuando estas habitaban en jaulas.
En 1990, escribió un artículo en el que desarrolló sus ideas sobre cómo evaluar el bienestar animal mediante una serie de pruebas. Su propuesta incluía pruebas de preferencia y preferencias de consumo, para identificar así qué preferían los animales (por ejemplo, espacio o relación social) y las motivaciones que mostraban ante ello. Dawkins argumentó que los animales tenían mayor tendencia a sufrir si no disponían de los recursos asociados con su mayor motivación. Estas técnicas se aplican actualmente de manera general en Ciencia del bienestar animal.
Más recientemente (2012) ha manifestado su escepticismo sobre la capacidad de la Ciencia de establecer si los animales tienen conciencia y, por tanto, en el papel de la Ciencia en la definición e indicadores del bienestar o sufrimiento animal. En cambio, su punto de vista defiende que el bienestar animal debería consistir en determinar las necesidades y deseos de los animales y garantizarlos, lo cual no requiere conciencia por parte de los mismos. Estas tesis se resumen en su libro, “Why Animals Matter: Animal Consciousness, Animal Welfare, and Human Well-being” (2012). Su visión sobre la conciencia animal ha recibido críticas por parte del biólogo evolucionista Marc Bekoff, el cual argumenta que Dawkins está rechazando automáticamente los estudios antropomórficos en animales. Dawkins respondió a esta crítica manifestando que su postura había sido ‘interpretada de manera errónea’, y añadió que ‘mi interés consiste en presentar un argumento sobre las emociones animales tan indiscutible como sea posible y, de ese modo, reforzarlo. La ciencia progresa de ese modo; siempre lo ha hecho así’’.

## Obra

### Algunas publicaciones
- Dawkins, MS (1980). Animal suffering: the science of animal welfare (en inglés). Londres: Chapman and Hall. ISBN 0412225808. Consultado el 19 de marzo de 2015.

- ed. Wood-Gush, DGM; Dawkins, MS; Ewbank, R (1981). Self-awareness in domesticated animals: proceedings of a workshop held at Keble College, Oxford, 1980 (en inglés). Potters Bar: Universities Federation for Animal Welfare. ISBN 090076726X.

- ed. Griffin, DR; Dawkins, MS (1982). Animal mind - human mind: report of the Dahlem Workshop on Animal Mind - Human Mind, Berlin 1981, March 22-27 (en inglés). Berlin: Springer-Verlag. ISBN 3540113304. Consultado el 19 de marzo de 2015.

- ed. Dawkins, MS; Hallyday, TR; Dawkins, R (1991). The Tinbergen legacy (en inglés) (1 edición). London u.a.: Chapman & Hall. ISBN 0412391201. Consultado el 19 de marzo de 2015.
- Dawkins, MS; Gosling, M (1992). Ethics in research on animal behaviour: readings from "Animal behaviour" (en inglés). London u.a.: Academic Press. ISBN 0122071506. Consultado el 19 de marzo de 2015.
- Dawkins, MS (1995). Unravelling animal behaviour (en inglés) (2 edición). Harlow: Longman Scientific & Technical. ISBN 0582218756. Consultado el 19 de marzo de 2015.

- Dawkins, MS (1998). Through our eyes only? the search for animal consciousness (en inglés). Oxford: Oxford University Press. ISBN 9780191686474. Consultado el 19 de marzo de 2015.

- ed. Grafen, A; Ridley, M (2006). Living with the selfish gene, capítulo en Richard Dawkins: how a scientist changed the way we think (en inglés). Oxford [u.a.]: Oxford Univ. Press. pp. 45-49. ISBN 0199291160. Consultado el 19 de marzo de 2015.

- ed. Singer, P (2006). The scientific basis for assessing suffering in animals, capítulo en In defense of animals: the second wave (en inglés) (1 edición). Malden, MA [u.a.]: Blackwell Publ. pp. 27-40. ISBN 9781405119405. Consultado el 19 de marzo de 2015.

- Manning, A; Dawkins, MS (2006). An introduction to animal behaviour (en inglés) (5 edición). Cambridge [u.a.]: Cambridge Univ. Press. ISBN 9780521570244. Consultado el 19 de marzo de 2015.

- Dawkins, MS (2007). Observing animal behaviour design and analysis of quantitative data (en inglés). Oxford: Oxford University Press. ISBN 9780191717512. Consultado el 19 de marzo de 2015.

- ed. Dawkins, MS; Bonney, R (2008). The future of animal farming: renewing the ancient contract (en inglés). Malden, MA: Blackwell Pub. ISBN 9781405185837. Consultado el 19 de marzo de 2015.

- Dawkins, M. Why Animals Matter: Animal Consciousness, Animal Welfare, and Human Well-being. Oxford: Oxford University Press. 2012.

## Premios y reconocimientos
Dawkins fue premiada por la Real Sociedad para la Prevención de la Crueldad contra los Animales (RSPCA por sus siglas en inglés) con el RSPCA/British Society for Animal Protection prize en 1991, recibió la Medalla Niko Tinbergen de la Association for the Study of Animal Behaviour's en 2009, y la Medalla de la World Poultry Science Association Robert Fraser Gordon en 2011.
Fue nombrada Comendadora de la Orden del Imperio Británico (CBE) en 2014, por sus servicios al bienestar animal.
En 2014, fue elegida Miembro de la Royal Society; su nominación dice así:
”Marian Dawkins es una de las científicas más influyentes en el área de bienestar animal. El bienestar animal es un tema muy importante que ha sido evitado por un gran número de científicos. Esto se debe a la percepción de la base de dicho tema como la dificultad de definir e imposibilidad de medir los ‘sentimientos’ de seres no-humanos. Marian Dawkins ha contribuido más que nadie para cambiar esta percepción, haciendo uso del rigor científico para disipar falsos mitos, desafiar dogmas y eliminar conjeturas en beneficio del hombre y los animales domésticos. La originalidad de sus descubrimientos científicos sobre bienestar de aves de granja ha influido de manera esencial en la implementación de políticas y su establecimiento en Europa y en el exterior.”